# Club de Remo Motrico
El Club de Remo Motrico (en vasco Mutriku Arraun Taldea) es un club deportivo español que ha disputado regatas en todas las categorías y modalidades de banco fijo, bateles, trainerillas y traineras desde su fundación en 1980. 

## Historia
Desde 1982 ha participado en regatas de bateles y trainerillas. Durante los años 2000 y 2001 consiguió sacar trainera, disputando la liga vasca B. En 2017 volvió a sacar la trainera al agua, disputando la liga ARC en su segunda categoría, gracias a gente de la cantera, y a remeros de Zumaya y Ondarroa.